# 卡塔通博沼澤國家公園

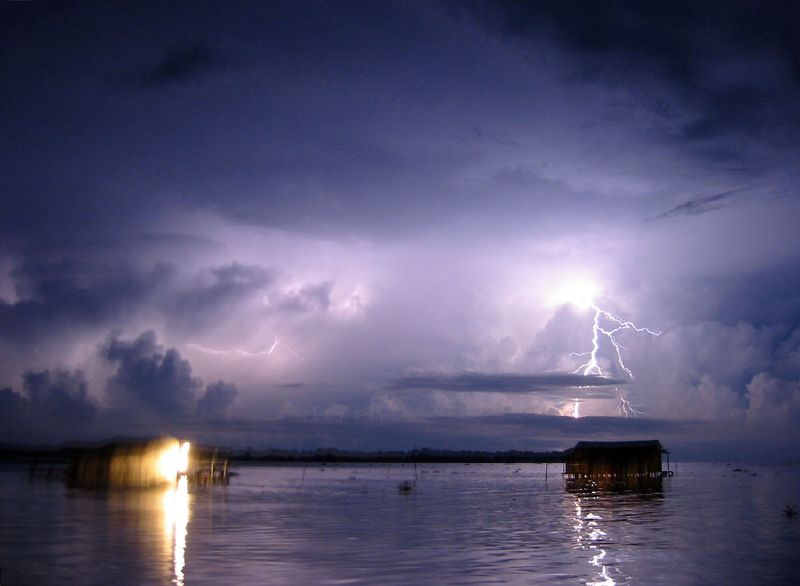

卡塔通博沼澤國家公園是委內瑞拉的國家公園，位於該國西北部，由蘇利亞州負責管轄，面積2,694平方公里。該地區每隔數分鐘出現閃電但沒有雷聲跟隨，這種特殊磁場現象沒有發生在地球上任何另一處地方。